# Войната на студенокръвните
„Войната на Студенокръвните“ (на английски: Serpentwar Saga) е заглавието на тетралогия, написана от американския писател Реймънд Фийст. Както и при по-ранната серия на Фийст „Сага за войната на разлома“, действието във Войната на Студенокръвните се развива най-вече в света Мидкемия. Поредицата се състои от романите:
1. Кралицата на мрака (Shadow of a Dark Queen) (1994)
2. Възходът на търговеца принц (Rise of a Merchant Prince) (1995)
3. Гневът на демонския крал (Rage of a Demon King) (1997)
4. Парчета скършена корона (Shards of a Broken Crown) (1998)